# Велика (Хърватия)
Велика (на хърватски: Velika) е село и община в Пожежка котловина, част от Пожежко-славонска жупания в Източна Хърватия. 
Общината е разположена на южните склонове на планина Папук, на 278 м надморска височина.
Според преброяването от 2011 г. има 5607 жители, 95 % от които хървати.